# Festuca nevadensis
Festuca nevadensis är en gräsart som först beskrevs av Eduard Hackel, och fick sitt nu gällande namn av Markgr.-dann. Festuca nevadensis ingår i släktet svinglar, och familjen gräs. Inga underarter finns listade i Catalogue of Life.